# Piranthus
Piranthus là một chi nhện trong họ Salticidae.